# Miljörevision
Miljörevision är en sammanfattande beteckning på det arbete det innebär att kontrollera hur väl miljöarbetet fungerar.
Begreppet omfattar en systematisk granskning av miljöarbetet där ramverket utgörs av kriterierna för revisionen.
Revisionen utförs ofta av experter såsom miljörevisorer.

## Extern miljörevision
En miljörevision kan ske för att kontrollera att enskilda stater följer sina åtaganden enligt till exempel Århuskonventionen.
Extern miljörevision används också för att beteckna när en myndighet låter externa specialister utföra en miljörevision.
Revisioner av miljöledningssystem, uppbyggda enligt t ex ISO 14001, utförda av oberoende certifieringsföretag ackrediterade av SWEDAC benämns också som extern miljörevision.

## Intern miljörevision
Enskilda myndigheter eller företag kan systematiskt eller slumpmässigt genomföra miljörevision.
Så genomför till exempel Naturvårdsverket en årlig verksövergripande revision enligt verksprotokoll 2007-01-22. Många organisationer granskar också sitt eget miljöarbete genom interna revisioner.
En miljörevision kan också till exempel genomföras inför ett företagsförvärv för att kontrollera att den internationellt accepterade standarden ISO 14001 följs.

## EMAS III
EMAS III är Europaparlamentets och rådets senaste förordning med syfte att bland annat förbättra miljörevisionen.

### Sverige
Sverige har genom förordningen (2009:907) om miljöledning i statliga myndigheter implementerat EU:s förordning.
Av 17 § framgår att berörda myndigheter ska årligen genomföra interna miljörevisioner.
I Sverige arbetar Föreningen MIS Miljö- och hållbarhetsrevisorer i Sverige på att öka kunskapen om miljörevision.